# 劇団ワンツーワークス
劇団ワンツーワークス（げきだんワンツーワークス、英: OneTwo-WORKS）は、日本の劇団。主宰は劇作家・演出家の古城十忍。

自殺、原発、少年犯罪、不妊治療、在日差別、復讐の連鎖など、さまざまな社会問題をジャーナリスティックな視点から描いた作品を数多く発表。

実際のインタビューに基づいた「ドキュメンタリー・シアター」(後述)の上演も精力的に行っている。

演劇指導やムーブメント(後述)などの公開ワークショップを定期的に開催している。

## 来歴
- 2009年、劇団一跡二跳を解散した後にフレキシブルな演劇集団として結成。
- 2010年4月、旗揚げ公演「死ぬのは私ではない」上演[1]。

## 劇団

### 劇団員
奥村洋治
- 1986年の劇団一跡二跳の旗揚げより全60作品すべてに参加。解散後ワンツーワークスの旗揚げに参加。

関谷美香子
- 劇団一跡二跳時代より、1999年の入団後、全作品に参加。外部舞台出演多数。

山下夕佳
- 劇団一跡二跳時代、2000年入団。外部舞台出演多数。

日暮一成
- 劇団一跡二跳時代、2007年入団。解散後ワンツーワークスの旗揚げに参加。

安田惣一
- ワンツーワークス旗揚げ公演より参加。2012年に一時退団するも「#15 誰も見たことのない場所」より再入団。

増田 和
- 劇団一跡二跳時代、2003年入団。解散後ワンツーワークスの旗揚げに参加。

加島博美
- 劇団一跡二跳時代、旗揚げより参加。

原田佳世子
- 2012年、ワンツーワークス入団。

小山広寿
- 2014年、ワンツーワークス入団。「#15 誰も見たことのない場所」で初出演。

### アソシエイトアクターズ
※古城作品を支える俳優陣
- 藤 敏也
- 藤村忠生
- 武田竹美
- 長田典之
- 瀬山英里子

### ドキュメンタリー・シアター
ワンツーワークスの特色の一つ。
ドキュメンタリー・シアターとは、事実に基づいて人々の証言から事件や事故を再構築していくというジャンルの演劇。

「#15 誰も見たことのない場所」のパンフレットには、全ての台詞がインタビューによるもので、作家がフィクションとして書いた言葉はひとつもないと書かれている。

強いメッセージを演じ方によってライトに見せる手法は特徴的である。

### ムーブメント
ワンツーワークスのお家芸とも言える、ダンスやパントマイムとも似た独特のパフォーマンス。

### 一二の会
「一二の会」とは劇団外からワンツーワークスの制作・上演をサポートする、有志による構成会。劇団ホームページで募集している。
メンバーは「エンジェル」と呼ばれる。
- 「ピュア・エンジェル」ボランティア的な協力
- 「スマート・エンジェル」資金面で応援

## 上演作品
|      | タイトル                                            | 上演時期                          | 会場                                                                                    | 備考 |
| ---- | --------------------------------------------------- | --------------------------------- | --------------------------------------------------------------------------------------- | --- |
| #1   | 死ぬのは私ではない                                  | 2010年4月21日(水) - 29日(木・祝)  | 劇場HOPE                                                                                | ワンツーワークス旗揚げ公演                                                                                           |
|      | 眠れる森の死体                                      | 2010年7月15日(木) - 19日(月・祝)  | テアトルBONBON                                                                          | 次代を担う演劇人育成公演                                                                                             |
| #2   | ドキュメンタリーシアター 誰も見たことのない場所     | 2010年7月31日 - 9月5日            | 7月31日・宇都宮パルティホール 8月29日・宮崎市民文化ホール 9月4・5日・杉並区 座・高円寺2 | |
| #3   | 蠅の王                                              | 2011年1月7日(金) - 12日(水)       | 吉祥寺シアター                                                                          | |
| #4   | 又聞きの思い出                                      | 2011年5月19日(木) - 29日(日)      | 中野 ザ・ポケット                                                                       | |
| #5   | 死に顔ピース                                        | 2011年11月17日(木) - 23日(火・祝) | 中野 ザ・ポケット                                                                       | |
| #6   | ジレンマジレンマ                                    | 2012年3月3日(土) - 11日(日)       | 中野 ザ・ポケット                                                                       | |
| #7   | みんな豚になる－あるいは蝿の王－                    | 2012年7月20日(金) - 26日(木)      | 吉祥寺シアター                                                                          | |
| #8   | 産まれた理由                                        | 2012年11月8日(木) - 14日(水)      | 赤坂RED/THEATER                                                                         | |
| #9   | 奇妙旅行                                            | 2013年2月28日(木) - 3月1日(日)    | テアトルBONBON                                                                          | |
| #10  | 恐怖が始まる                                        | 2013年5月24日(金) - 6月4日(火)    | 劇場HOPE                                                                                | |
|      | 虚人の世界                                          | 2013年7月19日(金) - 7月28日(日)   | 劇場MOMO                                                                                | 「平成25年度次代の文化を創造する新進芸術家育成事業」 日本の演劇人を育てるプロジェクト 新進演劇人育成公演≪劇作家部門≫ |
| #11  | ドキュメンタリーシアター 息をひそめて               | 2013年11月11日(月) - 11月17日(日) | 赤坂RED/THEATER                                                                         | ※ジャパンタイムズでインタビュー記事が掲載された。                                                                    |
| #12  | 流れゆく庭‐あるいは方舟‐                            | 2014年3月6日(木) - 3月12日(水)    | 赤坂RED/THEATER                                                                         | |
| #13  | 毒舌と正義                                          | 2014年6月6日(金) - 6月12日(木)    | 赤坂RED/THEATER                                                                         | |
| #14  | 海のてっぺん                                        | 2014年11月20日(木) - 11月30日(日) | 吉祥寺シアター                                                                          | |
| #15  | ドキュメンタリーシアター 誰も見たことのない場所2015 | 2015年3月13日(金) - 3月19日(木)   | 赤坂RED/THEATER                                                                         | |
| #16  | イチエフ(1F)・プレイズ                              | 2015年7月17日(金) - 7月26日(日)   | 中野 ザ・ポケット                                                                       | 「ジレンマ・ジレンマ」「恐怖が始まる」2作品同時期上演                                                                |
| #17  | ビーイング・アライブ                                | 2015年12月11日(金) - 12月20日(日) | 赤坂RED/THEATER                                                                         | |
| #18  | 死に顔ピース                                        | 2016年3月18日(金) - 27日(日)      | 赤坂RED/THEATER                                                                         | |
| #19  | パラサイト・パラダイス                              | 2016年6月23日(木) - 7月3日(日)    | 中野 ザ・ポケット                                                                       | |
| #20  | 遠い国から来た良き日                                | 2016年10月14日(金) - 23日(日)     | 赤坂RED/THEATER                                                                         | |
| #21  | 怒りの旅団 -アングリー・ブリゲード-                 | 2017年3月16日(木) - 26日(日)      | 赤坂RED/THEATER                                                                         | |
| ＃22 | アジアン・エイリアン                                | 2017年6月22日（木）- 7月2日（日） | 赤坂RED/THEATER                                                                         | 前身である劇団一跡二挑から17年ぶりの再演                                                                             |
| #23  | 消滅寸前（あるいは逃げ出すネズミ）                  | 2017年10月20日（金）- 29日（日）  | 中野 ザ・ポケット                                                                       | |